# Afrocalathea rhizantha
Afrocalathea rhizantha (K.Schum.) K.Schum. − gatunek rośliny z monotypowego rodzaju Afrocalathea K. Schum. z rodziny marantowatych. Występuje w środkowo-zachodniej Afryce, na terytorium Nigerii, Kamerunu, Gwinei Równikowej, Gabonu, Kongo i eksklawy Kabinda.
Nazwa naukowa rodzaju pochodzi od Afryki i łacińskiej nazwy rodzaju kalatea (Calathea). Epitet gatunkowy pochodzi od greckich słów ρίζα (riza – korzeń) i άνθος (anthos – kwiat) i oznacza „kwitnący z korzenia”.

## Morfologia
PokrójMała, wieloletnia roślina zielna.
PędySękate, pełzające kłącze.
LiścieWyrastają pojedynczo lub w parach, z ogonkami sięgającymi 50 cm. Blaszki liściowe zaostrzone wierzchołkowo i zbiegające po ogonku, nieco asymetryczne, do około 35×10 cm.
KwiatyKwiaty zebrane w groniasty kwiatostan o międzywęźlach długości około 25 mm, wyrastający z innego węzła kłącza niż liść. Szypułka do 10 cm długości. Podsadki nagie, 30×10 mm. Listki zewnętrznego okółka okwiatu białe, równowąskie, ostro zakończone, długości 10–12 mm. Listki wewnętrznego okółka zrośnięte w rurkę na długości około 15 mm, łatki długości 20 mm. Prątniczki zewnętrzne oraz guzowaty prątniczek mają około 30 mm, pozostałe 10–15 mm. Zalążnia omszona.
OwoceNieznane.

## Biologia i ekologia
RozwójKwiaty zapylane przez ptaki z rodziny nektarników.
SiedliskoRośnie w gęstych lasach deszczowych, w miejscach wilgotnych, na wysokości 20–600 m n.p.m.; w Kongo występuje na mokradłach zdominowanych przez paprotkowce z gatunków Triplophyllum protensum i Blotiella currorii.